# Championnats du monde de course en ligne de canoë-kayak de 1975
Navigation
Édition précédente Édition suivante
Les douzièmes championnats du monde de course en ligne de canoë-kayak se sont déroulés à Belgrade (Yougoslavie), dans l'actuelle Serbie, en 1975.

## Podiums

### Hommes

#### Canoë
| Epreuve     | Or                                     | Temps | Argent                                   | Temps | Bronze                                  | Temps |
| C-1 500 m   | Sergueï Petrenko (URS)                 |       | Miklós Darvas (HUN)                      |       | Borislav Ananiev (BUL)                  |       |
| C-1 1000 m  | Vasiliy Yurchenko (URS)                |       | Ivan Patzaichin (ROU)                    |       | Tamás Wichmann (HUN)                    |       |
| C-1 10000 m | Vasiliy Yurchenko (URS)                |       | Károly Szegedi (HUN)                     |       | Matija Ljubek (YUG)                     |       |
| C-2 500 m   | URS Aleksandr Vinogradov Yuriy Lobanov |       | Tchécoslovaquie Tomas Sach Jirí Ctvrtcka |       | HUN Gábor Arva Péter Povazsay           |       |
| C-2 1000 m  | HUN Gábor Arva Péter Povazsay          |       | ROU Georghe Danielov Gheorghe Simionov   |       | URS Roman Vyzhenko Aleksandr Vinogradov |       |
| C-2 10000 m | URS Vladas Cesiunas Yuriy Lobanov      |       | HUN Tamás Buday Oszkár Frey              |       | BUL Ivan Burtchin Stefan Iliev          |       |

#### Kayak
| Epreuve             | Or                                                                             | Temps | Argent                                                                   | Temps | Bronze                                                                    | Temps |
| K-1 500 m           | Géza Csapó (HUN)                                                               |       | Vasile Diba (ROU)                                                        |       | Grzegorz Sledziewski (POL)                                                |       |
| K-1 1000 m          | Oreste Perri (ITA) et Grzegorz Sledziewski (POL)                               |       | Aucun                                                                    |       | Rüdiger Helm (GDR)                                                        |       |
| K-1 10000 m         | Oreste Perri (ITA)                                                             |       | Erich Pasch (GER)                                                        |       | Kasimirz Nikin (POL)                                                      |       |
| K-1 4 x 500 m relay | HUN Iván Herczeg József Svidró Zoltán Sztanity Péter Várhelyi                  |       | ROU Zoltfab Eseanu Mihail Zaifu Ion Dragulschi Vasile Diba               |       | ESP Herminio Menéndez Jóse Ramón López Luis Gregario Ramos Martin Vásquez |       |
| K-2 500 m           | URS Viktor Vorobiyev Nikolay Astapkovich                                       |       | Allemagne de l'Est Herbert Laabs Harald Marg                             |       | ROU Larion Serghei Policarp Malihin                                       |       |
| K-2 1000 m          | Allemagne de l'Est Alexandre Slatnow Gerhard Rummel                            |       | ROU Larion Serghei Policarp Malihin                                      |       | HUN József Deme Janos Ratkai                                              |       |
| K-2 10000 m         | HUN Zoltán Bakó István Szabó                                                   |       | Italie Danio Merli Giorgi Sbruzzi                                        |       | URS Valeriy Zhemeza Petras Shurskas                                       |       |
| K-4 1000 m          | ESP Herminio Rodriguez José Maria Esteban Jóse Ramón López Luis Gregario Ramos |       | Allemagne de l'Est Herbert Laabs Gerhard Rummer Rüdiger Helm Harald Marg |       | HUN István Szabó Zoltán Bakó József Deme Janos Ratkai                     |       |
| K-4 10000 m         | Norvège Einar Rasmussen Steinar Amundsen Andreas Orheim Olaf Søyland           |       | ROU Costel Cosnita Cuprian Macareanu Vasile Simionceno Nicosur Esianu    |       | URS Leonid Derevyasnko Nikolay Gorbatchov Pytor Zhurga Anatoliy Zharkin   |       |

### Femmes

#### Kayak
| Epreuve   | Or                                                                      | Temps | Argent                                                                        | Temps | Bronze                                                      | Temps |
| K-1 500 m | Anke Ohde (GDR)                                                         |       | Galina Kreft (URS)                                                            |       | Maria Mihoreanu (ROU)                                       |       |
| K-2 500 m | Allemagne de l'Est Bärbel Köster Carola Zirzow                          |       | URS Galina Kreft Yekaterina Nagimaya                                          |       | Pologne Maria Kazanecka Katarzyna Kulczak                   |       |
| K-4 500 m | Allemagne de l'Est Bärbel Köster Anke Ohde Bettina Müller Carola Zirzow |       | URS Larissa Besnitzkaya Galina Kreft Yekaterina Nagimaya Nadezhda Trachimenok |       | HUN Ilona Töszer Maria Zakarias Klára Rajnai Agnes Pozsonyi |       |

## Tableau des médailles
| Rang  | Nation               | Or | Argent | Bronze | Total |
| ----- | -------------------- | -- | ------ | ------ | ----- |
| 1     | URS                  | 6  | 3      | 3      | 12    |
| 2     | HUN                  | 4  | 3      | 5      | 12    |
| 3     | Allemagne de l'Est   | 4  | 2      | 1      | 7     |
| 4     | Italie               | 2  | 1      | 0      | 3     |
| 5     | Pologne              | 1  | 0      | 3      | 4     |
| 6     | ESP                  | 1  | 0      | 1      | 2     |
| 7     | Norvège              | 1  | 0      | 0      | 1     |
| 8     | ROU                  | 0  | 6      | 2      | 8     |
| 9     | Tchécoslovaquie      | 0  | 1      | 0      | 1     |
| 10    | Allemagne de l'Ouest | 0  | 1      | 0      | 1     |
| 11    | BUL                  | 0  | 0      | 2      | 2     |
| 12    | Yougoslavie          | 0  | 0      | 1      | 1     |
| Total | Total                | 19 | 17     | 18     | 54    |